# Xian de Bo'ai
Le xian de Bo'ai (博爱县 ; pinyin : Bó'ài Xiàn) est un district administratif de la province du Henan en Chine. Il est placé sous la juridiction de la ville-préfecture de Jiaozuo.

## Démographie
La population du district était de 417 081 habitants en 1999.